# 天龍村
天龍村（日语：／ Tenryū mura */?）是長野縣南端，赤石山脈、伊那山脈山間的一村，可由火車至中井侍車站到達。